# Zépiqueno Redmond
Zépiqueno Redmond (Róterdam, 22 de junio de 2006) es un futbolista neerlandés que juega como delantero en el Aston Villa F. C. de la Premier League.

## Trayectoria
Es canterano del Alexandria'66, CVV Zwervers y del ADO La Haya, antes de fichar por la cantera del Feyenoord en 2019. El 16 de junio de 2022 firmó su primer contrato profesional con el Feyenoord hasta 2025. El 2 de noviembre de 2024 empezó a entrenar con el primer equipo del Feyenoord tras una serie de lesiones de sus delanteros titulares. Debutó como titular con el Feyenoord en la Eredivisie por 4-1 ante el Almere City F. C. el 10 de noviembre de 2024.
El 1 de julio de 2025, tras haber quedado libre, fichó por el Aston Villa F. C.

## Selección nacional
Nacido en los Países Bajos, es de ascendencia surinamesa. Es internacional en las categorías inferiores de la selección neerlandesa, tras haber entrado en la lista definitiva de la sub-17 de los Países Bajos para el Campeonato Europeo Sub-17 de la UEFA 2023. Fue convocado con la sub-19 de los Países Bajos en 2024.

## Vida personal
Su nombre de pila, "Zépiqueno", está inspirado en el apodo del personaje Zé Pequeno de la película de gángsters brasileña de 2002 Ciudad de Dios.

## Estadísticas

### Clubes
Actualizado al último partido disputado el 30 de noviembre de 2024.
| Club                     | Div.          | Temporada     | Liga  | Liga  | Liga   | Copas nacionales | Copas nacionales | Copas nacionales | Copas internacionales | Copas internacionales | Copas internacionales | Total | Total | Total  |
| Club                     | Div.          | Temporada     | Part. | Goles | Asist. | Part.            | Goles            | Asist.           | Part.                 | Goles                 | Asist.                | Part. | Goles | Asist. |
| ------------------------ | ------------- | ------------- | ----- | ----- | ------ | ---------------- | ---------------- | ---------------- | --------------------- | --------------------- | --------------------- | ----- | ----- | ------ |
| Feyenoord · Países Bajos | 1.ª           | 2024-25       | 3     | 0     | 0      | 0                | 0                | 0                | 0                     | 0                     | 0                     | 3     | 0     | 0      |
| Feyenoord · Países Bajos | Total club    | Total club    | 3     | 0     | 0      | 0                | 0                | 0                | 0                     | 0                     | 0                     | 3     | 0     | 0      |
| Total carrera            | Total carrera | Total carrera | 3     | 0     | 0      | 0                | 0                | 0                | 0                     | 0                     | 0                     | 3     | 0     | 0      |